# Magdalena Moons

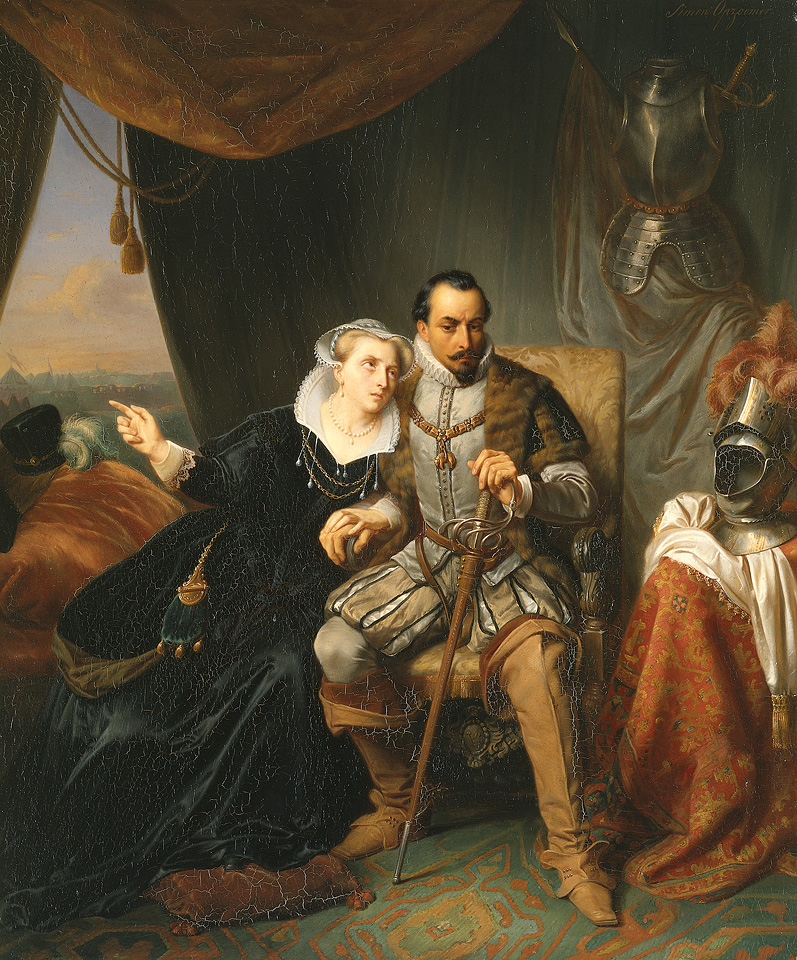
Magdalena Moons smeekt haar verloofde Francisco de Valdez de bestorming van Leiden een nacht uit te stellen. Simon Opzoomer, ~1845.

Magdalena Moons (Den Haag, 24 januari 1541 – Utrecht, 15 juni 1613), is bekend geworden als heldin van het Leidens ontzet.

## Biografie
Magdalena Moons was de dochter van Pieter Moons, advocaat-fiscaal voor het Hof van Holland, en Johanna van Sombeecke, dochter van een Antwerpse schepen. Zij was het vijftiende kind uit het derde huwelijk van haar vader. Haar vader overleed toen zij vijf jaar oud was. Magdalena Moons trouwde (na 1574, in Antwerpen) met de legeroverste Francisco de Valdez die betrokken was bij het beleg van Leiden. Zij hertrouwde in 1597 in Rijswijk met Willem de Bye (1536-1605), en ca. 1608 in Voorburg met de hoge ambtenaar Jurriaan van Lennep (ca. 1560-1615).
Uit haar relatie met Valdez kreeg ze twee kinderen die beiden jong zijn overleden. Bij haar latere huwelijken was Magdalena de 55 jaar gepasseerd; deze huwelijken bleven kinderloos.

## "Heldin van Leidens ontzet"
In de zomer van 1574 was Den Haag, bij gebrek aan vestingwerken, speelbal in de op en neer golvende strijd tussen prinsgezinden en de Spanjaarden. Vele Hagenaars waren gevlucht voor het oorlogsgeweld en het Hof van Holland en de Rekenkamer waren naar Utrecht verplaatst. Magdalena Moons en haar moeder waren echter in Den Haag gebleven, dat op 30 oktober 1573 door Francisco Valdez voor de Spanjaarden werd ingenomen. Van maart tot mei 1574 was Valdez naar het zuiden, en toen hij terugkwam begon het tweede Beleg van Leiden.
In de periode dat Valdez in Den Haag verbleef moet Magdalena Moons hem hebben leren kennen. Als geliefde van Valdez zou zij een belangrijke rol hebben gespeeld bij het ontzet van Leiden: op het moment dat de uitgehongerde stad op het punt stond zich over te geven en Valdez een aanval op de stad van plan was, zou Magdalena Valdez hebben weten over te halen de aanval nog even uit te stellen, omdat nog zoveel vrienden en familie zich in de belegerde stad zouden bevinden. In ruil daarvoor zou zij met Valdez trouwen.
Het uitstel van de aanval van Valdez bleek voor de Spanjaarden fataal. De geuzenleider Lodewijk van Boisot had van Willem van Oranje de opdracht gekregen de polders onder water te zetten, en door het in de nacht van het uitstel door storm snel oprukkende water moesten de Spanjaarden vluchten en kon Boisots vloot de stad ongehinderd bereiken.
Valdez ging naar Den Haag waar hij door zijn soldaten werd achterhaald die woedend waren over het mislopen van de plundering van Leiden, hun beloning voor de periode van beleg. Na zijn vrijlating trouwden Magdalena Moons en Valdez in Antwerpen.

### Historie of fictie
Een kleinzoon van een halfbroer van Magdalena Moons, net als de vader van Magdalena Pieter Moons genaamd, heeft een viertal personen uit het beleg van Leiden laten etsen: Valdez, Magdalena, Van der Does en Boisot. Op de Latijnse bijschriften van Petrus Scriverius bij deze portretten komt de eerste vermelding voor van Magdalena in de geschiedschrijving van het beleg van Leiden.
Verhalen over de minnares van Valdez en geruchten dat Valdez zich had laten omkopen waren al in omloop direct na het beleg van Leiden. In 1621 is er al een door Pieter Bor geschreven stuk dat meldt dat Valdez een Haagse juffrouw onderhield, en de Italiaan Strada deed dit in meer detail in zijn boek De bello Belgico (geschreven 1623, verschenen 1632). In al deze gevallen werd de minnares niet gekoppeld aan de naam Magdalena Moons.
In 1659 verscheen een toneelstuk Belegering ende het ontset der stadt Leyden van Reynier Bontius waarin sprake is van een "jonkvrouwe M.M." die later met Valdez trouwde. In een latere versie was er sprake van een "bijzit Amalia" in plaats van "jonkvrouwe M.M.". Later verscheen er meer literatuur over Magdalena en haar rol in het beleg van Leiden; zie bijvoorbeeld het gedicht van Bilderdijk hieronder.
In de 19e eeuw ontstond discussie over de mate van fictie die in het verhaal over Magdalena zou zijn geslopen. De historicus Robert Fruin trok in 1878 het verhaal sterk in twijfel bij gebrek aan geschreven bronnen uit de jaren kort na het beleg. Ook is de registratie van het huwelijk met Valdez nooit gevonden. In 1959 werd een genealogische kroniek ontdekt van Reinier Moons, een halfbroer van Magdalena, en al geeft deze een beeld van de historische Magdalena Moons, het verhaal over haar rol in het Leidse beleg wordt er niet door gestaafd. Daarmee bleef het gangbare oordeel over de rol van Magdalena Moons bij het beleg en ontzet van Leiden: het was fictie.
In september 2007 dook door historica Els Kloek echter een notariële acte op uit het archief van Den Bosch. Dit waren de huwelijkse voorwaarden van Magdalena Moons met Willem de Bye. De doorgestreepte naam achter die van Magdalena kon met behulp van hyperspectral imaging onderscheiden worden; "wede wijlen don F[ra]nc[i]sco de Baldees", weduwe wijlen don Francisco Valdez.

## Gedicht
Willem Bilderdijk schreef in 1824 het volgende gedicht ter ere van Magdalena Moons:
Op Jonkvrouwe Magdalena Moons, Leydens behoederesse.
Geen bloedig slagzwaard, neen, geen staal is ’t maagdlijk wapen; 

De tederheid van ziel, zie daar uw boezemschat,

En schoonheid is ’t geweer waarmeê gy werdt omschapen,

Verwinsters van ’t Heelal, wanneer ge in ’t aanzijn tradt.

Één opslag van uw oog legt woedde en bloeddorst neder;

De bede, uw mond ontvloeid, is onweêrstaanbre dwang:

Dit Egis, eedle MOONS, gaf Holland Holland weder;

Dit stuitte ’t doodlijk uur van Leydens ondergang.